# Hong Kong Open 2017 - Qualificazioni singolare
Le qualificazioni del singolare femminile dell'Hong Kong Open 2017 sono state un torneo di tennis preliminare per accedere alla fase finale della manifestazione. Le vincitrici dell'ultimo turno sono entrate di diritto nel tabellone principale. In caso di ritiro di una o più giocatrici aventi diritto a queste sono subentrati le lucky loser, ossia le giocatrici che hanno perso nell'ultimo turno ma che avevano una classifica più alta rispetto alle altre partecipanti che avevano comunque perso nel turno finale.

## Teste di serie
1. Miyu Katō (qualificata)
2. Jil Teichmann (ultimo turno)
3. Valentini Grammatikopoulou (qualificata)
4. Jacqueline Cako (qualificata)
5. Miharu Imanishi (ultimo turno)
6. Danielle Lao (ultimo turno)

1. Riko Sawayanagi (primo turno)
2. Junri Namigata (ultimo turno)
3. Priscilla Hon (qualificata)
4. Peangtarn Plipuech (ultimo turno)
5. Katarina Zavatska (primo turno)
6. Lu Jiajing (ultimo turno)

## Qualificate
1. Miyu Katō
2. Alexa Guarachi
3. Valentini Grammatikopoulou

1. Jacqueline Cako
2. Shūko Aoyama
3. Priscilla Hon

## Tabellone

### Legenda
| - Q = Qualificato - WC = Wild card - LL = Lucky loser | - ALT = Alternate - SE = Special Exempt - PR = Protected Ranking | - w/o = Walkover - r = Ritirato - d = Squalificato |

### Sezione 1
|  | Primo turno | Primo turno     | Primo turno     | Primo turno | Primo turno |  |  | Ultimo turno | Ultimo turno | Ultimo turno | Ultimo turno | Ultimo turno |  |
|  |             |                 |                 |             |             |  |  |              |              |              |              |              |  |
|  | 1           | Miyu Katō       | Miyu Katō       | 6           | 6           |  |  |              |              |              |              |              |  |
|  |             | Makoto Ninomiya | Makoto Ninomiya | 4           | 3           |  |  | 1            | Miyu Katō    | Miyu Katō    | 6            | 6            |  |
|  |             | Jennifer Elie   | 6               | 67          | 3           |  |  | 12           | Lu Jiajing   | Lu Jiajing   | 4            | 3            |  |
|  | 12          | Lu Jiajing      | 2               | 7           | 6           |  |  |              |              |              |              |              |  |

### Sezione 2
|  | Primo turno | Primo turno      | Primo turno      | Primo turno | Primo turno |  |  | Ultimo turno | Ultimo turno   | Ultimo turno | Ultimo turno | Ultimo turno |  |
|  |             |                  |                  |             |             |  |  |              |                |              |              |              |  |
|  | 2           | Jil Teichmann    | Jil Teichmann    | 7           | 6           |  |  |              |                |              |              |              |  |
|  |             | Valeria Savinykh | Valeria Savinykh | 6           | 3           |  |  | 2            | Jil Teichmann  | 4            | 6            | 2            |  |
|  |             | Alexa Guarachi   | Alexa Guarachi   | 6           | 6           |  |  |              | Alexa Guarachi | 6            | 1            | 6            |  |
|  | 7           | Riko Sawayanagi  | Riko Sawayanagi  | 4           | 3           |  |  |              |                |              |              |              |  |

### Sezione 3
|  | Primo turno | Primo turno                | Primo turno                | Primo turno | Primo turno |  |  | Ultimo turno | Ultimo turno               | Ultimo turno | Ultimo turno | Ultimo turno |  |
|  |             |                            |                            |             |             |  |  |              |                            |              |              |              |  |
|  | 3           | Valentini Grammatikopoulou | Valentini Grammatikopoulou | 6           | 6           |  |  |              |                            |              |              |              |  |
|  | WC          | Hong-yi Cody Wong          | Hong-yi Cody Wong          | 4           | 4           |  |  | 3            | Valentini Grammatikopoulou | 4            | 6            | 6            |  |
|  |             | Nicha Lertpitaksinchai     | Nicha Lertpitaksinchai     | 2           | 0           |  |  | 8            | Junri Namigata             | 6            | 4            | 1            |  |
|  | 8           | Junri Namigata             | Junri Namigata             | 6           | 6           |  |  |              |                            |              |              |              |  |

### Sezione 4
|  | Primo turno | Primo turno        | Primo turno        | Primo turno | Primo turno |  |  | Ultimo turno | Ultimo turno       | Ultimo turno       | Ultimo turno | Ultimo turno |  |
|  |             |                    |                    |             |             |  |  |              |                    |                    |              |              |  |
|  | 4           | Jacqueline Cako    | Jacqueline Cako    | 6           | 6           |  |  |              |                    |                    |              |              |  |
|  | WC          | Katherine Ip       | Katherine Ip       | 0           | 1           |  |  | 4            | Jacqueline Cako    | Jacqueline Cako    | 7            | 6            |  |
|  | WC          | Wu Ho-ching        | Wu Ho-ching        | 1           | 4           |  |  | 10           | Peangtarn Plipuech | Peangtarn Plipuech | 5            | 3            |  |
|  | 10          | Peangtarn Plipuech | Peangtarn Plipuech | 6           | 6           |  |  |              |                    |                    |              |              |  |

### Sezione 5
|  | Primo turno | Primo turno       | Primo turno     | Primo turno | Primo turno |  |  | Ultimo turno | Ultimo turno    | Ultimo turno | Ultimo turno | Ultimo turno |  |
|  |             |                   |                 |             |             |  |  |              |                 |              |              |              |  |
|  | 5           | Miharu Imanishi   | Miharu Imanishi | 6           | 6           |  |  |              |                 |              |              |              |  |
|  |             | Yang Zhaoxuan     | Yang Zhaoxuan   | 2           | 3           |  |  | 5            | Miharu Imanishi | 5            | 7            | 0            |  |
|  |             | Shūko Aoyama      | 4               | 6           | 6           |  |  |              | Shūko Aoyama    | 7            | 64           | 6            |  |
|  | 11          | Katarina Zavatska | 6               | 0           | 4           |  |  |              |                 |              |              |              |  |

### Sezione 6
|  | Primo turno | Primo turno   | Primo turno   | Primo turno | Primo turno |  |  | Ultimo turno | Ultimo turno  | Ultimo turno  | Ultimo turno | Ultimo turno |  |
|  |             |               |               |             |             |  |  |              |               |               |              |              |  |
|  | 6           | Danielle Lao  | Danielle Lao  | 6           | 6           |  |  |              |               |               |              |              |  |
|  | WC          | Ng Kwan-yau   | Ng Kwan-yau   | 0           | 4           |  |  | 6            | Danielle Lao  | Danielle Lao  | 5            | 2            |  |
|  |             | Julia Glushko | Julia Glushko | 2           | 4           |  |  | 9            | Priscilla Hon | Priscilla Hon | 7            | 6            |  |
|  | 9           | Priscilla Hon | Priscilla Hon | 6           | 6           |  |  |              |               |               |              |              |  |